# Power Rangers Jungle Fury
Power Rangers Jungle Fury (conocida en Latinoamérica como Power Rangers Furia animal, en España conservó el título original) es el título de la 16.ª temporada de la franquicia Power Rangers, producida por BVS Entertainment, Renaissance Atlantic Entertainment y Ranger Productions en colaboración con Toei Company, y emitida en Toon Disney del 18 de febrero al 3 de noviembre de 2008, constando de 32 episodios. 
Como otras temporadas de la franquicia, parte de sus escenas están extraídas de la franquicia Super Sentai Series, en este caso de la serie Jūken Sentai Gekiranger.

## Argumento
Desde hace más de 10 000 años, un espíritu de pura maldad conocido como Dai Shi se encuentra sellado y custodiado por los Pai Zhua o la "Orden de la Garra", un clan secreto practicante del kung fu. Recientemente, el clan ha seleccionado a sus tres mejores miembros, Jarrod, Theo y Lily, para que se convirtieran en los nuevos guardianes de Dai Shi. Pronto se dieron cuenta de que Jarrod fue una mala elección y le sustituyó Casey, un novato en el clan. Jarrod intentó llevarse el contenedor de Dai Shi, pero lo abrió accidentalmente. Dai Shi mató entonces al maestro Mao y poseyó el cuerpo de Jarrod. El trío fue enviado a la ciudad de Ocean Bluff en busca de un nuevo maestro. Este resultó ser un hombre dueño de una pizzería llamado R.J. que les entregó a los tres el poder de convertirse en Power Rangers. Juntos, utilizando la base secreta de R.J. oculta arriba de la pizzería, deberán enfrentarse a Dai Shi, que ha reunido a su guardiana Camille y a un ejército de muertos vivientes, los Rinshi, para atacar la Tierra y lograr que los animales dominen el mundo sobre los hombres.

## Elenco y personajes

### Principales
- Jason Smith como Casey Rhodes/Red Tiger Ranger[4]
- Anna Hutchison como Lily Chilman/Yellow Cheetah Ranger[4]
- Aljin Abella como Theo Martin/Blue Jaguar Ranger[4]
- David de Lautour como R.J. James/Purple Wolf Ranger[4][5]
- Nikolai Nikolaeff como Dominic "Dom" Hargan/White Rhino Ranger
- Sarah Thomson como Fran
- Bede Skinner como Jarrod/Black Lion Warrior. Skinner también interpretó a Dai Shi, estando Jarrod poseído por él.
- Holly Shanahan como Camille/Green Chameleon Warrior

### Secundarios
- Nathaniel Lees como el Maestro Mao[6]
- Bruce Allpress como el Maestro Phante/Elephant Ranger
- Oliver Driver como el Maestro Murcio/Bat Ranger
- Paul Gittins como el Maestro Finn/Shark Ranger
- Stig Eldred como el Maestro Gori
- Michelle Langstone como la Maestra Guin
- Andrew Laing como el Maestro Lope
- Geoff Dolan como la voz de Dai Shi
- Kelson Henderson como Flit
- Cameron Rhodes como la voz de Carnisoar
- Elisabeth Easther como la voz de Jellica
- Derek Judge como la voz de Grizzaka
- Mark Wright como la voz del General Scorch
- Richard Simpson como la voz del General Snapper
- Jared Turner como la voz del General Whiger

### Rangers
Cada uno de los Rangers tiene un espíritu animal que le da sus poderes.
- Casey Rhodes/Red Tiger Ranger: Era un nuevo miembro de los Pai Zhua, así que le llamaban "cachorro". Cuando se interpuso para proteger a otro de los cachorros de los abusos verbales de Jarrod, el maestro Mao expulsó a Jarrod y escogió a Casey para sustituirle, viendo potencial en él. Tiene muy poca confianza en sí mismo, ya que sus dos compañeros tienen mucha más experiencia que él y sentía que debía entrenar el doble que ellos para ponerse a su nivel. Sin embargo, en la pizzería de R.J. es todo un profesional cuando se trata de hacer las pizzas. Posee el espíritu del tigre. En su forma de civil usa una chaqueta roja de tigre y pantalones cargo negros con zapatos a juego.
- Lily Chilman/Yellow Cheetah Ranger: Es una antigua estudiante de los Pai Zhua. Es una joven muy vivaz a la que a veces le cuesta tomarse las cosas en serio, y que no siempre comprende la gravedad de las situaciones, a pesar de que es una excelente luchadora. Posee el espíritu del guepardo. En su forma de civil usa una chaqueta amarilla de guepardo con pollera, calza y zapatillas Mary Jane negras.
- Theo Martin/Blue Jaguar Ranger: Es un luchador de gran experiencia e inteligencia entre los Pai Zhua, aunque al principio le cuesta trabajar en equipo y debe aprender a abandonar su individualismo. También tiene un hermano gemelo llamado Lewin. Posee el espíritu del jaguar. En su  forma de civil usa una chaqueta de jaguar azul y pantalones cargo negros con zapatos a juego.
- Robert R.J. James/Purple Wolf Ranger: Tras la muerte de Mao, se convirtió en el maestro de los otros Rangers. Es el dueño de la Pizzería Karma Animal, y tiene como empleados a los otros Rangers mientras les guía en sus misiones. Mantiene siempre una fachada jovial y alegre que oculta su verdadera pericia en las artes marciales. Hace años se entrenó en los caminos del lobo, y ahora posee su poder, aunque al principio nunca lo utilizó. En una pelea contra Dai Shi, un ataque de este hizo que su espíritu se desbalanceara, el lobo tomara el poder y R.J. se convirtiera en una especie de hombre lobo descontrolado. Finalmente logró recuperar el control gracias a sus amigos, y al hacerlo se transformó él mismo en Ranger para unirse a ellos en la lucha. En su forma de civil usa un chaleco de lobo violeta más camiseta, pantalones y zapatos negros.
- Dominic "Dom" Hargan/White Rhino Ranger: Era un estudiante de Mao que fue enviado lejos antes del comienzo de la serie para buscar su camino en la vida. Después de seis años, regresó, pero los otros Rangers le rechazaron al principio por ser un irresponsable, hasta que demostró su pericia salvando a Fran utilizando una de sus técnicas aprendidas durante sus viajes. A diferencia de los otros, que basan sus ataques en el kung fu, él basa sus técnicas en el karate. Posee el espíritu del rinoceronte. En su forma de civil viste una chaqueta de rinoceronte blanca con franjas naranjas, pantalones y zapatos negros. En su traje de Ranger es el único que tiene cinturón mientras que los otros no, aparte que el mismo es uno de karate.[8]
- Spirit Rangers: Son tres Rangers creados por el Clan de Dai Shi, el cual había secuestrado a los maestros para controlar a los Spirit Rangers y derrotar a los Power Rangers. Estos Rangers poseen los poderes del tiburón, el murciélago y el elefante. luego de liberar a los maestros quedaron al mando de los Rangers, volviéndose parte del equipo. Los Spirit Rangers son creaciones de América.

### Aliados
- Fran: Es una cliente habitual de la pizzería que acabó contratada por R.J.. Descubrió las identidades de sus compañeros cuando entró en el despacho de R.J. y les descubrió peleando en los monitores. Ahora trabaja para el equipo observando los monitores (algo que hacía R.J. antes de convertirse en Ranger), o cuidando de la pizzería cuando los otros deben salir a luchar.

- Maestros Pai Zhua: Son los fundadores de los Pai Zhua. Fueron ellos los que sellaron a Dai Shi a costa de perder a tres de ellos en la Gran Batalla. Tras la muerte de Mao, los Rangers tuvieron que aprender de los tres maestros supervivientes nuevas técnicas. Poseen una forma humana y otra forma animal antropomórfica de acuerdo a sus respectivos espíritus animales.
  - Maestro Mao: Es el antiguo maestro de los Rangers. Fue asesinado por Dai Shi, pero sigue presente en forma de espíritu para ayudarles cuando es necesario. Posee el espíritu del caracal. Como los tres Rangers aprendieron todas sus técnicas de él, eso explica por qué los espíritus de los tres son todos felinos.
  - Maestro Phante: Es un maestro con el espíritu del elefante que perdió la confianza en sí mismo, lo que le hizo retirarse. Gracias a la determinación de Lily, recuperó la confianza y se animó a enseñarle. Tiene el poder del Espíritu Ranger Elefante.
  - Maestro Murcio: Es el antiguo mentor de R.J., con el espíritu del murciélago. Aunque es ciego y siempre lleva gafas de sol, es capaz de ver mucho más que los demás con los ojos. Tiene el poder del Espíritu Ranger Murciélago.
  - Maestro Finn: Es el padre de R.J., con el espíritu del tiburón. Hace años, intentó enseñarle su camino, pero no lo logró, y eso abrió un abismo entre los dos cuando R.J. se fugó de casa. La relación no se arregló hasta que R.J. le demostró a su padre sus progresos con el espíritu del lobo. Tiene el poder del Espíritu Ranger Tiburón.
  - Maestro Gori: Posee el espíritu del gorila. Murió en la Gran Batalla y ahora reside en el mundo de los espíritus.
  - Maestra Güino: Posee el espíritu del pingüino. Es la única mujer de los Maestros Pai Zhua. También murió en la Gran Batalla y reside en el mundo de los espíritus.
  - Maestro Cela: Posee el espíritu del antílope, y también murió en la Gran Batalla y reside en el mundo de los espíritus.

### Arsenal
- Solar Morpher/Wolf Morpher/Rhino Morpher: Son los dispositivos de transformación de los Rangers. Los Solar Morphers son unas gafas de sol que permiten a los tres Rangers iniciales transformarse, y que también sirven como dispositivo comunicador y proporcionan imágenes de lo que ven a los monitores de la base. El Wolf Morpher es el dispositivo de transformación del Purple Ranger. Siempre lo había tenido en su poder, pero no lo utilizó hasta que logró dominar el espíritu del lobo en su interior. A diferencia de los Solar Morphers, es un brazalete. El Rhino Morpher es el dispositivo de transformación del White Ranger, que también es un brazalete. Funcionan tras pronunciar la frase "Jungle Beast, Spirit Unleashed".[Notas 1]

- Jungle Chucks (Nunchaku Animal): Es el arma personal del Red Ranger, unos nunchakus.
- Jungle Tonfa: Es el arma personal del Blue Ranger, unos tonfas.
- Jungle Bo (Ba Furia): Es el arma personal de la Yellow Ranger, unas barras.

- Claw Cannon (Garra Cañón): Es un cañón que fabricó R.J. y que necesita el poder de los tres Rangers para dispararlo.

- Jungle Mace (Furia Masa): Es una maza con una cadena que el maestro Phant le entregó a la Yellow Ranger, también es usada por el Elephant Ranger.
- Jungle Fan (Abanico Animal): Es un fan o abanico de metal que el maestro Murcio le entregó al Blue Ranger. Hay dos de ellos y se pueden usar combinados o usar uno solo, también es el arma del Bat Ranger.
- Shark Sabers (Escualo Sables): Son dos sables flexibles que el maestro Finn le entregó al Red Ranger, también son usados por el Shark Ranger.

- Claw Boosters: Son unas garras que se montan sobre los nudillos de los Rangers y que les permiten invocar el modo Jungle Master.

- Rhino Blade (Rino Cuchilla): Es el arma del White Ranger, un sable que surge de la transformación del Rhino Morpher tras la morfosis.

### Vehículos
- Strike Rider (Turbo Moto): Es una motocicleta propiedad del Red Ranger y construida por R.J. El Red Ranger puede canalizar su poder del tigre y adquirir una armadura pesada fusionada con la moto para obtener poder adicional.

### Zords
Los Rangers usan su poder para invocar a sus espíritus animales, que se materializan como Zords con sus formas animales.
- Red Tiger: Es el Zord del Red Ranger, un tigre.
- Blue Jaguar: Es el Zord del Blue Ranger, un jaguar.
- Yellow Cheetah: Es el Zord de la Yellow Ranger, un guepardo.

- Elephant (Elefante): Es el Zord del maestro Phante, que este entrega a la Yellow Ranger.
- Bat (Murciélago): Es el Zord del maestro Murcio, que este entrega al Blue Ranger.
- Shark (Tiburón): Es el Zord del maestro Finn, que este entrega al Red Ranger.

- Gacela: Es el Zord del maestro Cela, un antílope que entrega al Blue Ranger.
- Gorila: Es el Zord del maestro Gori, un gorila que entrega al Red Ranger.
- Pingüino: Es el Zord de la maestra Güino, una pingüino que entrega a la Yellow Ranger.

- Wolf: Es el Zord del Ranger Lobo, un lobo.
- Rhino Steel Zord (Rhino Zord de Acero): Es el Zord del Rhino Ranger, un rinoceronte.
  - Rhino Pride Megazord: Es una transformación en robot del Rhino Zord de Acero.

- Lion: Es el Zord de Jarrod, un león. Lo tenía antes de ser poseído por Dai Shi.
- Chameleon: Es el Zord de Camille, un camaleón. Rara vez aparece.

- Jungle Pride Megazord (Megazord Furia Animal): Es la unión de Red Tiger, Blue Jaguar y Yellow Cheetah. Puede combinarse con el Elefante, Murciélago y Tiburón para obtener habilidades adicionales de cada uno.
- Megazord Animal Maestro: Es la unión de Antílope, Gorila y Pingüino. Al igual que el Jungle Pride Megazord, puede combinarse con Elefante, Murciélago y Tiburón para obtener habilidades adicionales.

- Jungle Pride Charge: Es la unión de Red Tiger, Blue Jaguar, Yellow Cheetah, Lobo y Rhino Zord Acero para formar un solo Zord de poder equiparable al de un Ultrazord. También pueden unirse a él Lion y Chameleon.

- Furia Animal Embestida: Es la unión del Gorila, Antílope, Pingüino, Lobo y Rhino Zord Acero. Es una forma alternativa al Jungle Pride Charge.

- Megazord Furia Lobo: Es la unión de Red Tiger, Blue Jaguar y Wolf. Puede combinarse también con el Murciélago para obtener poder adicional.

### Villanos
Varios de los villanos poseen espíritus animales y algunos de ellos también el control de sus propios Zords, que a su vez son compatibles con los Zords de los Rangers.
- Dai Shi: Es un antiguo dragón demoníaco que cree que los animales deberían gobernar el mundo y que la raza humana debería ser exterminada. Hace 10 000 años inició la Gran Batalla para lograr este propósito, pero fue derrotado por los maestros Pai Zhua, que sellaron su espíritu en una urna. Por culpa de Jarrod, quedó libre y tras matar al maestro Mao, poseyó el cuerpo de Jarrod, revivió a su ejército de muertos vivientes Rhinsi y se preparó para intentar conquistar de nuevo el mundo.

- Jarrod: Es un estudiante de los Pai Zhua. Fue uno de los elegidos para guardar la urna de Dai Shi, pero por su arrogancia, el maestro Mao decidió reemplazarle por Casey.

- Camille: Es una sirviente de Dai Shi que permaneció dormida hasta el regreso de su maestro. Como el camaleón, cuyo espíritu posee, tiene la capacidad de camuflarse y utiliza su lengua como arma en la batalla. Parece tener sentimientos hacia Jarrod, ya que en una ocasión le dice a Dai Shi que encuentra su nuevo cuerpo muy atractivo.

- Flit: Es un practicante de artes marciales que en el pasado se enfrentó a Camille hasta que esta le echó una maldición, le convirtió en mosca y se lo tragó. No tiene naturaleza maligna, pero la maldición le obliga a permanecer en el estómago de Camille, o se desintegrará.

- Rinshis: Son un ejército de muertos vivientes invocados por Dai Shi. Los de menor rango sirven como sus soldados de campo, y con los más poderosos, Dai Shi crea sus monstruos.

#### Señores Supremos
- Carnisoar: señor supremo de los cielos con el espíritu del halcón, que perteneció al ejército de Dai Shi en el pasado. Este lo revive para que lo entrene y así poder obtener más poder. Pero termina adueñándose de su trono.
- Jellica: es la señora suprema del mar con el espíritu de la medusa. Fue revivida por Camille para hacer que entrene a Jarrod, ya que consideraba inadecuados los métodos de Carnisoar.
- Grizzaka: es el soberano más poderoso con el espíritu del oso grizzly, el cual por sugerencia de Jellica y Carnisoar, fue revivido por Camille para hacer frente a los Rangers. Pero este no tolera a los humanos, motivo por el cual toma el trono de Dai Shi.

#### Generales Fantasmas Bestiales
Son antiguos guerreros revividos por Jellica a través de los ojos de cristal. Su objetivo principal era que se unan para derrotar a Dai Shi, pero terminan destruyéndola y se unen a las tropas de este.
- Tibla: posee el espíritu del Tigre Blanco.
- Ardor: posee el espíritu del Dragón de Ávalon
- Mordiente: posee el espíritu de la Tortuga.

## Doblaje de Hispanoamérica
- Emiliano Dionisi como Casey Rhodes
- Demián Velazco Rochwerger como Theo Martín
- Silvina Garnger como Lily Chilman
- Guillermo Gravino como Robert James
- Alejandro Gómez como Dominic Hargan
- Guido D’Albo como Maestro Finn
- Adrián Wowczuk como Maestro Murcio
- Dany de Álzaga como Maestro Fante
- Eduardo Ferrari como Jarrod
- Luciana Falcón como Camille
- Enrique Porcellana como Dai Shi

## Episodios
| Temporada | Temporada | Episodios | Episodios | Emisión original        | Emisión original   |
| Temporada | Temporada | Episodios | Episodios | Primera emisión         | Última emisión     |
| --------- | --------- | --------- | --------- | ----------------------- | ------------------ |
|           | 16        | 32        | 32        | 18 de diciembre de 2007 | 3 de julio de 2008 |